# Ензел
Ензел (фр. Hennezel) насеље је и општина у североисточној Француској у региону Лорена, у департману Вогези која припада префектури Епинал.
По подацима из 2011. године у општини је живело 422 становника, а густина насељености је износила 13,13 становника/km². Општина се простире на површини од 32,13 km². Налази се на средњој надморској висини од 380 метара (максималној 468 m, а минималној 272 m).

## Демографија
| 1962. | 1968. | 1975. | 1982. | 1990. | 1999. | 2011. |
| ----- | ----- | ----- | ----- | ----- | ----- | ----- |
| 462   | 515   | 465   | 432   | 451   | 433   | 422   |

График промене броја становника у току последњих година